# Liste de Mâ Loango
Le Mâ Loango (ou Ma-Loango) est le monarque du royaume de Loango. Par sa réputation de clairvoyance et de prestige, il joue aussi un rôle social dont la fonction première est de maintenir la sécurité et la prospérité du royaume. Le trône est appelé ntaandji.
Le roi de Loango exerçait une suzeraineté sur les autres chefs qui lui offraient un tribut de quelques jeunes femmes lors de son intronisation. Ces souverains  étaient assistés de quelques potentats influents à qui il déléguait la gestion de l'État : 
- le Mamboma Tchiloangu, premier ministre ou chancelier, assure entre autres l’interrègne après la disparition ou la destitution du roi. Il joue un rôle prépondérant sur l’échiquier politique, car il est le véritable pilier des institutions.;

- le Mambouc, ou prince héritier;
- le Mafouk, qui commandait le lieu où se pratiquait la traite; il est garant du commerce sur les produits d’importation et d’exportation, desquels il prélève un droit dont un certain montant, en fonction de l’importance des échanges effectués, doit être versé au roi.
- le Masafi : chargé de l’économie et des finances, il assure la trésorerie royale, reçoit, détient les biens destinés au roi et en dresse l’inventaire.
- le Macaye, ou capitaine-mor (le mot portugais mor signifie grand, principal);
- le Matchiyendji, chargé des douanes, il surveille les tarifs, règle certains litiges inhérents au négoce. Il repère les produits dont l’importance nécessite l’imposition d’une taxe.
- le Mankaka est chargé de la défense de l’État et dirige la livita “la guerre.” Le Loango ne disposant pas d’armée régulière et permanente, sur ordre du roi, il assure la logistique militaire, lève des contingents dans chaque province et les mène au combat. Les armes les plus courantes sont : lyoonga “la sagaie”, “la lance” ou “la pique”, mbeeli “le coutelas” , “le poignard” et mpita mbawu “l’arc ou l'arbalète”
- N’bindika Lwangu “Verrou de Loango” est une sorte de ministre de l’intérieur, chargé de veiller sur la sécurité de l’État et l’intégrité territoriale
- le Maquimbe, capitaine de port ; chargé des eaux et forêts, il régule et inspecte les activités de pêche et de chasse. Il s’occupe également des questions relatives à la gestion des terres, en vue de l'exploitation agricole.
- le Let, intendant du roi ; il veille au bien-être, à la sécurité matérielle du souverain ainsi que de celle des épouses de celui-ci. Il assure également l’organisation et la direction des travaux champêtres dont les produits servent à l’approvisionnement du palais royal.
- le Manimbèle, messager des chefs ; comme son nom l’indique, il possède une épée en cuivre, insigne de sa charge : la justice. En effet, il fait convoquer les justiciables et rend la justice
- le Mangofo, ministre des affaires étrangères ; Les bonnes relations avec les États de Tio, de Kakongo, de Ngoyo et autres relevaient de sa compétence
- le Mamputu est le ministre de la culture et des arts. Il est entre autres chargé des questions religieuses. Il veille à la conformité du culte rendu aux bakisi basi (divinités) dans des bibila (sanctuaires). Il veille également à la propreté et au respect de ces cathédrales tropicales, lieux sacrés par excellence, encore appelés “bois sacrés.”
- le Ngala Mbembu ou Konga Makanda (rassembleur des clans), est le représentant des fumu kanda (chefs de clans) et des fumu si (gouverneurs) auprès du roi. Comme on peut le constater, son rôle est prépondérant dans le maintien de l’unité, la concorde et la cohésion au sein de la communauté. Il est aussi l’œil et l’oreille de ce dernier, car il est investi de la mission de renseigner le souverain sur toute information sensible concernant sa personne.
- le gouverneur, chef de province

On dispose de très peu d'information sur les monarques de Loango. En effet, étant d'essence divine, et selon la tradition, il est formellement interdit au roi de se montrer en public et de regarder la mer. C'est la raison pour laquelle les portraits des anciens souverains sont rares.
Le titre de Ngangue Mvumba, que portent les souverains signifie :《le devin qui couve》; par comparaison à l’oiseau couvant précautionneusement ses œufs ; il est celui dont la puissance et la sollicitude s’étendent au loin et recouvrent tout le royaume. Le mot Ngangue signifie aussi adresse, intelligence. C'est aussi le premier titre rituel du nouveau roi intronisé, celui qui précède le titre de Maloango, qui est le niveau et le degré suprême du roi dans le Royaume Loango.
Le tchinganga-mvumba est la désignation officielle du “palais royal”.
Parmi tous ces rois, nombreux d'entre eux n'ont jamais atteint le niveau final de l'initiation sacrale, qui est le degré supérieur du Maloango après être monté sur le trône du Royaume de Loango.

## AuXIVesiècle
Fondation du royaume Vili de Loango, à la fin du XIVe siècle, par les Buvandji, guerriers et forgerons. Ils arrivent sur Loango, en provenance de Mbanza-Kongo, accompagnés des clans Vilis (les 27 clans primordiaux de Loango). Les neuf rois de cette dynastie résident à Loandjili qui serait également le lieu de leur sépultures.

## AuXVIesiècle
Moe Mouéne Bouatou, il régna entre la fin du XVIe et le début du XVIIe siècle. Il a atteint le degré suprême de Maloango; législateur légendaire du Royaume Kongo à Mbanza-Kongo et fut un membre de la lignée royale N'Kata.

## AuXVIIesiècle
- Djimbi, Njimbe ou Gimbe (circa 1600 - 1660)[4],[5],[6], fondateur de la seconde dynastie de Loango.
- Tati li Kondé
- Bikoulou
- Makoussou
- Poati li Tchibanga[7]
- Niambi
- Moutati
- N'Gangue M'voumbe Niambi

## AuXVIIIesiècle

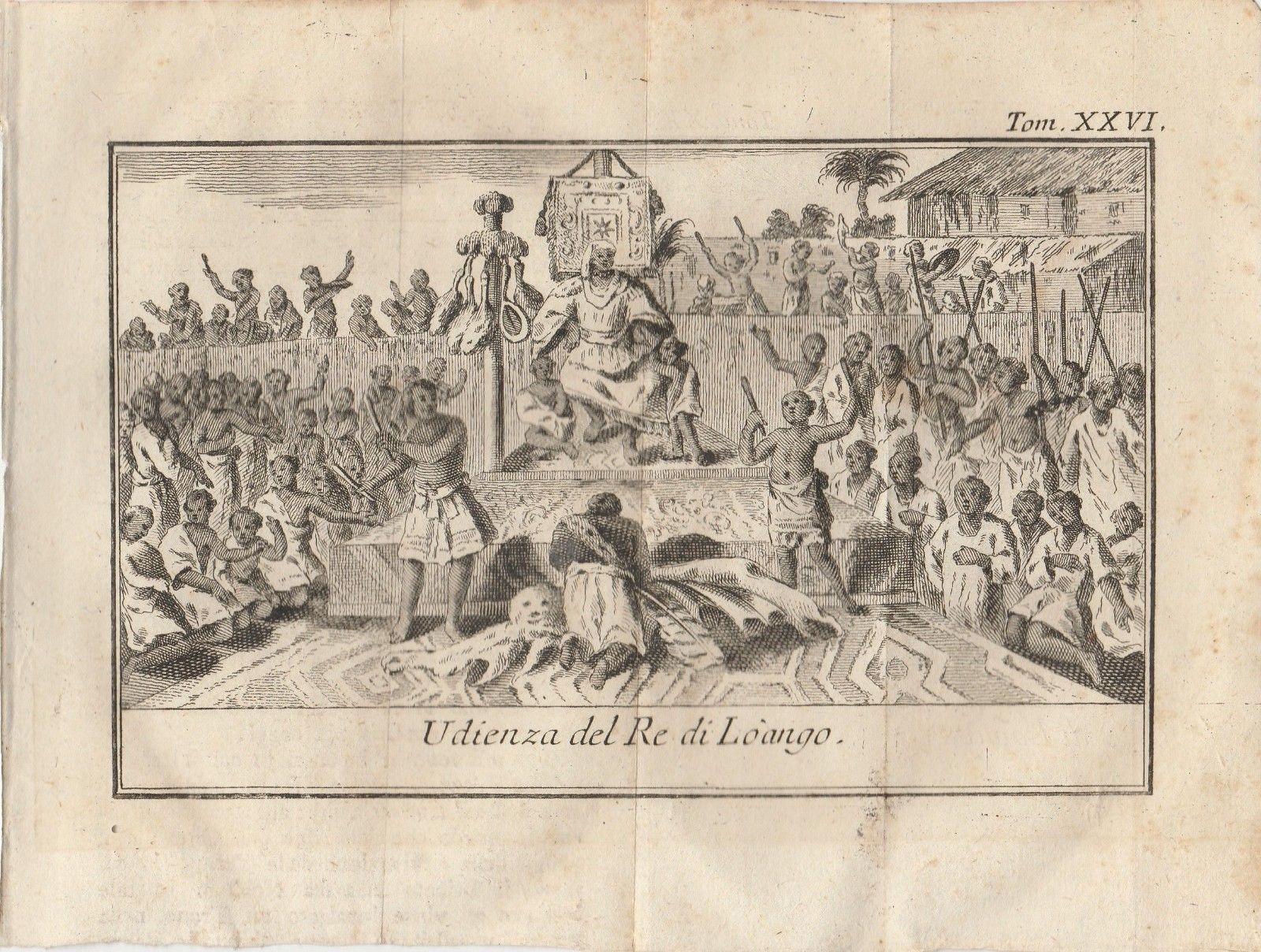
Thomas Salmon - 1756 - Audience du Roi de Loango - Tome XXVI

- N'Gangue M'Voumbe Makosso Ma Nombo mort en 1766[8]. Il fut le neuvième et dernier roi de la dynastie Buvandji..

- Première crise institutionnelle de Loango et longue régence (1766 - 1773) pendant laquelle le pouvoir réel central des Maloango est transféré vers les Fumu-si (chefs de terre). La nouvelle monarchie élective donne la part belle aux 27 clans primordiaux Nkongo de Loango.

C'est la fin de l'absolutisme royal de la dynastie des Buvandji, la première de Loango. Ils sont chassés du pouvoir à cause de leur autoritarisme et de leurs exactions sur les populations. Il s'ensuit l'établissement de la quatrième dynastie basée sur une théocratie féodale, règne de la fin du xve siècle au début du XVIe siècle.
- Moe Poaty Ier, en s'imposant à la suite d'une monarchie élective, régna sous le nom de Kamangou Kama Mbou au milieu du XVIIe siècle.

Après un interrègne de 7 ans, il monte sur le trône en 1773. Louis de Granpré (1761 - 1846), officier de marine français, assista aux funérailles d'un roi de Loango en 1787. Ce souverain aurait donc régné de 1773 à 1787. Il a atteint le degré de suprême et fut un membre de la lignée royale Kondi.
- N'Gangue M'Voumbe Makosso « Tuti Li M'Voula » qui signifie "nuée de pluie". Il fut un membre de la lignée royale N'Kata.

- Moe Tati Makosso Masonga (1787 - ?)
- Loemba Makosso ma Nombo
- Makosso Mpuati (Makosso Matukila li Kondi)
- Poati I Niambi Moe Nombo
- Poati II Makosso
- Makosso II Nombo qui régna sous le nom de Loemba Kambeninsiko
- Makosso III qui régna sous le nom de Luemba Mawalla
- Deuxième crise institutionnelle de Loango: Scission de la dynastie régnante en deux clans rivaux: les Nkondi et les NKata.
- N'Gouli N'Kama Loembe. Il fut un membre de la lignée royale N'Kata.
- N'Gangue M'Voumbe Niambi. Il fut un membre de la lignée royal Kondi.

## AuXIXesiècle
- N'Gangue M'Voumbe Me'kosso Me N'Sangou régna de 1840 à 1879. Il fut un membre de la lignée royale N'Kata
- N'Gangue M'Voumbe Mpwati Umbuni
- Yamba Mouissa
- Poati Untomba
- Me'kosso Me tukula
- Nombo (? - 1874)
- Ntatu (1874 - 1882/1883)
- Moe Me'kosso me Tchikuusu (1882/1883 - ?). Tchikuussu signifie "truand" ou ''téméraire''. Le 12 mars 1883, il signe avec le lieutenant de vaisseau Robert Cordier, un traité de souveraineté, de commerce et de cession du territoire, en présence des négociants portugais Manuel Saboga et français Ferdinand Pichot[9].

- Moe Pratt aussi appelé Moe Palaat (palaat signifiant en tchivili objet précieux) destitué pour avoir tué sa propre fille qui l'avait vu manger. Son règne fut bref 1885. Il a atteint le degré suprême de Maloango et fut un membre de la lignée royale N'Kata. Le trône restât vacant jusqu'à sa mort en 1898.

La conférence de Berlin démembre le royaume de Loango entre le royaume du Portugal et la France.
- N'Gangue M'Vumbe Loembe Lu N'Kambissi, régna sous le nom de M'Vuduku Sâla (1898 - 1900). M'Vuduku était le nom de sa mère. Il fut un membre de la lignée royale N'Kata.

## AuXXesiècle
- Moe Loembe Lu N'Gombi « Tchitapuka Ku N'Gabu » (? - 1906). Il fut un membre de la lignée royale Kondi.
- Moe Loembe « N'kaassu Manthatta » (qui se traduit par "le kolatier à fourmi") dit "Like Ma Ntate". Il a atteint le degré suprême de Maloango et fut un membre de la lignée royale N'Kata.
- Moe Poaty II, encore appelé Moe "Kata Matou" en raison de son éloquence. Son autre nom est N'Gangue M'Voumbe Tchiboukili. Il monta sur le trône en 1923 et fut destitué en 1926 par l'administration coloniale pour avoir rétabli le poison de l'épreuve (n'kasa ou ordalie). Il a atteint le degré suprême de Maloango et fut un membre de la lignée royale N'Kata.
- Moe Poaty III, N'Gangue M'Voumbe Oussang'm, qui régna de 1931 à 1975. Il a atteint le degré suprême de Maloango et fut un membre de la lignée royale Kondi.

Après la mort de Moe Poaty III, la royauté est abolie par la république populaire du Congo de Marien Ngouabi. Elle est restaurée en 1991, lors de la Conférence nationale souveraine.
- Moe Taty Ier, qui régna de 2000 au 11 août 2007 sous le nom de Moe Mayilu. Il fut un membre de la lignée royale Kondi.
- Moe Me'kosso IV, intronisé en 2009, et mort le 23 décembre 2020. Il était membre de la lignée royale Kondi[10],[11].
- Möe Mpaka N’tukuni, François Moë Fouti-Loemba, intronisé le 12 octobre 2022[12]